# 相草村
相草村（あいくさむら）は静岡県の西部、城東郡・小笠郡に属していた村である。現在の菊川市南東部にあたる。

## 歴史
- 1889年（明治22年）4月1日 - 町村制の施行により、赤土村、猿渡村、目木村、棚草村が合併して城東郡相草村が発足。
- 1896年（明治29年）4月1日 - 郡制の施行により所属郡が小笠郡に変更。
- 1940年（昭和15年）11月1日 - 川野村と合併して小笠村が発足。同日相草村廃止。

## 交通

### 鉄道路線
- 堀之内軌道（1899年 - 1935年）
  - 堀之内軌道線
    - 赤土駅